# Breguet 11 Corsaire
El Breguet 11 Corsaire (o Breguet XI) fue un prototipo de bombardero francés de la época de la Primera Guerra Mundial.

## Diseño y desarrollo
En 1915, los cazas alemanes y los sistemas de defensa aérea bien establecidos hacían que los vuelos de los bombarderos franceses fueran extremadamente peligrosos. Por ello, los comandantes franceses encargaron urgentemente la producción de un nuevo y más sofisticado bombardero. Se destacaron dos líneas principales de desarrollo: un diseño ligero y de alta velocidad, y otro pesado, pero bien protegido.
El biplano Bréguet XI respondía al segundo concepto: tenía una envergadura de casi 30 m y pesaba casi 5 toneladas. Estaba equipado con tres motores Renault 8 Gd de 160 kW (220 hp) cada uno, instalados en tres góndolas (una tractora central y dos propulsoras, las mismas del Breguet 5). La góndola central se alargaba formando el fuselaje, que terminaba en una cola triple convencional. El armamento defensivo consistía en un cañón de 37 mm y tres ametralladoras de 7,7 mm. Podía llevar hasta 300 kg de bombas.
El primer vuelo del Bréguet XI se realizó en febrero de 1916. A pesar de los satisfactorios resultados de las pruebas, los militares franceses rechazaron el avión, argumentando que el mismo era demasiado grande para la aviación de primera línea.

## Operadores
Francia
- Aéronautique Militaire

## Especificaciones
Referencia datos: airwar

### Características generales
- Tripulación: Cuatro (piloto y tres artilleros)
- Longitud: 11,9 m (39 ft)
- Envergadura: 27,7 m (90,7 ft)
- Altura: 4 m (13,1 ft)
- Superficie alar: 105,2 m² (1132,4 ft²)
- Peso vacío: 3100 kg (6832,4 lb)
- Peso máximo al despegue: 4865 kg (10 722,5 lb)
- Planta motriz: 3× motor lineal V8 refrigerado por líquido Renault 8Gd.
  - Potencia: 160 kW (221 HP; 218 CV) cada uno.
- Hélices: Una tractora y dos propulsoras, todas bipala de madera de paso fijo

### Rendimiento
- Velocidad máxima operativa (Vno): 148 km/h (92 MPH; 80 kt)
- Velocidad crucero (Vc): 120 km/h (75 MPH; 65 kt)
- Alcance: 900 km (486 nmi; 559 mi)
- Techo de vuelo: 6000 m (19 685 ft)
- Régimen de ascenso: 4,9 m/s (957 ft/min)
- Carga alar: 32 kg/m² (6,6 lb/ft²) (con peso máximo al despegue)
- Potencia/peso: 0,15 kW/kg (0,09 hp/lb) (con peso máximo al despegue)

### Armamento
- Ametralladoras: 

  - 2x BSA Lewis 1911 de 7,7 mm flexibles[3]

- Cañones: 

  - 1x Hotchkiss 37 de 37 mm fijo en la cabina frontal[3]
- Bombas: Hasta 300 kg

## Aeronaves relacionadas

### Desarrollos relacionados
- Breguet Bre.6
- Breguet 16

### Aeronaves similares
- Caproni Ca.3
- Airco DH.4
- Airco DH.9

### Secuencias de designación
- Secuencia Numérica (interna de Breguet): 4 - 5 - 6 - 11 - 12 - 14 - 16 →